# Ardisia elmeri
Ardisia elmeri är en viveväxtart som beskrevs av Carl Christian Mez. Ardisia elmeri ingår i släktet Ardisia och familjen viveväxter. Inga underarter finns listade i Catalogue of Life.